# Трёхсельское
Трёхсельское — село в Успенском районе Краснодарского края. Административный центр Трёхсельского сельского поселения.

## География
Селение расположено на правом берегу реки Уруп, в 25 км к югу от районного центра — Успенское и в 45 км к юго-востоку от Армавира. 

## История
Село Трехсельское было основано русскими переселенцами получившими разрешение на поселение от помещицы станицы Бесскорбной, . 

## Население
| 2002 | 2010  |
| ---- | ----- |
| 1277 | ↘1253 |